# Чотири сини Гора

Чотири сина Гора зліва направо — Імсеті, Дуамутеф, Хапі та Кебексенуф

Четверо синів Гора — група божеств у староєгипетській релігії. Зазвичай зображались у вигляді каноп — персоніфікованих похоронних посудин, у яких після поховання зберігались органи муміфікованої людини. Деякі міфи згадують богинь Селкет (Серкет) або Нехбет їхніми матерями, але також є версія, що Гор Небосхильний сам їх створив. 
Ось ці боги:
- Хапі, що має голову павіана, зберігав легені ;
- Дуамутеф, з головою шакала, зберігав шлунок;
- Кебексенуф, що має голову сокола, кишку;
- Імсеті з людською головою зберігав печінку.

Слід зазначити, що у джерелах (російськомовних та англомовних) немає єдиної думки щодо звучання імен богів. Практично для кожного можна зустріти декілька варіантів написання навіть в одній книзі.

## Хапі
Сина Гора на ім'я Хапі не слід плутати з однойменним богом річки Ніл.
Зображався з головою павіана (за іншими даними — бабуїна). Покровителькою Хапі була богиня Нефтида. Канопу цього божества розміщували біля північної стіни поховання.  Хапі був богом-хранителем протягом другої години церемонії воскресіння Осіріса
Один з ієрогліфів, якими записується ім'я Хапі, асоціюється з плаванням човном, тому, можливо, сам бог мав якесь відношення до навігації.

## Дуамутеф
Дуамутефа зображували з головою шакала, він відповідав за збереження шлунку (або легенів) померлого, а його покровителькою була Нейт. Канопу цього божества ставили біля східної стіни поховання.
Дуамутеф був богом-хранителем протягом третьої години церемонії воскресіння Осіріса

## Кебексенуф
Бог з головою сокола, зберігав кишку, богинею-покровителькою вважалась Серкет.
Кебексенуф відповідав за четверту годину церемонії воскресіння Осіріса

## Імсеті
На відміну від інших братів, Імсет не мав тварини-талісману і зображувався з головою людини. Його покровителькою була Ісіда. Канопу, у якій зберігали печінку померлого, ставили біля південної стіни поховання.

## Зображення
Починаючи з епохи Нового царства (бл. його 2-е півріччя) канопи зображаються як голови чотирьох синів Гора:

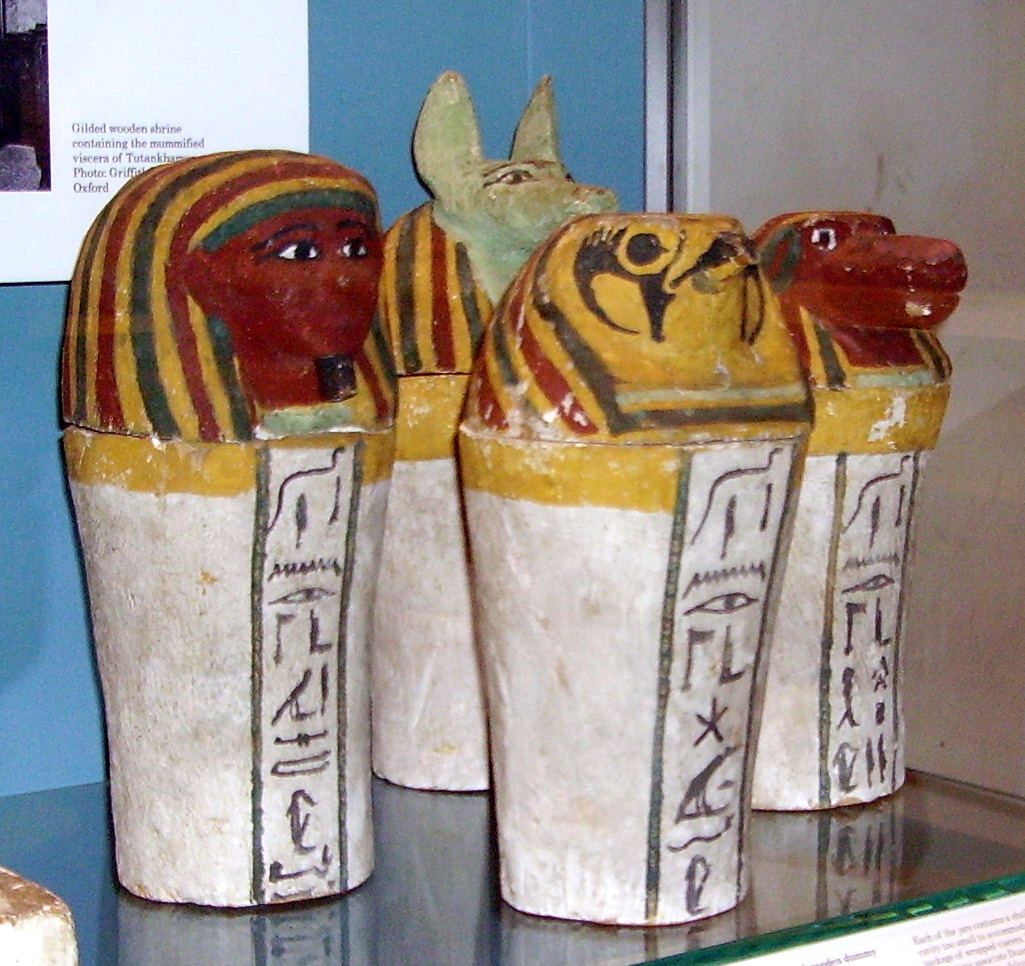
Всі четверо синів Гора в експозиції Британського Музею